# Zatopienie brytyjskich krążowników przez U-9
Zatopienie brytyjskich krążowników przez U-9 – epizod podczas walk morskich I wojny światowej, w czasie którego 22 września 1914 r. trzy brytyjskie krążowniki pancerne zostały zatopione przez niemiecki okręt podwodny U-9 podczas jednego ataku.
Niemiecki okręt podwodny (U-Boot) U-9 pod dowództwem porucznika Otto Weddigena wyszedł w morze z Helgolandu 19 września 1914 i 22 września około godz. 6 rano  natknął się na wodach Hoofden (na północny zachód od Scheveningen) na trzy brytyjskie okręty – krążowniki pancerne HMS "Aboukir", "Hogue" i "Cressy" (wszystkie typu Cressy). Okręty należały do 7. Eskadry Krążowników, w skład której oprócz nich wchodziły trzy pozostałe jednostki typu Cressy i poprzednio patrolowały na Dogger Bank, a od 21 września patrolowały wody u brzegów Holandii. Osłaniające wcześniej krążowniki brytyjskie niszczyciele zostały 17 września odesłane do portu z uwagi na silny sztorm. Flagowym okrętem zespołu był "Aboukir", dowodzony przez komandora Johna E. Drummonda. Brytyjczycy nie spodziewali się obecności niemieckich okrętów podwodnych na tych wodach i płynęli stałym kursem z prędkością 10 węzłów bez zygzakowania. 
U-Boot w zanurzeniu wyszedł na pozycję do strzału i o 7.20 z odległości 500 m wystrzelił torpedę do krążownika "Aboukir", który został trafiony w lewą burtę i zaczął się przechylać (godziny według czasu niemieckiego, czas brytyjski GMT wcześniejszy o godzinę). Nie znając przyczyny wybuchu, dowódca zasygnalizował do pozostałych okrętów natknięcie się na minę i wezwał je do przybycia na pomoc. Pozostałe krążowniki zbliżyły się i spuściły szalupy, wkrótce jednak "Aboukir" zatonął, w rejonie pozycji 52°18′N 3°41′E/52,300000 3,683333.
U-9, którego obecność nie została wykryta, ustawił się w dogodnej pozycji i o 7.55 z odległości 350 m odpalił 2 torpedy do nieruchomego krążownika "Hogue", który został trafiony obiema torpedami w prawą burtę i o 8.15 zatonął. Dowódca krążownika "Cressy" komandor R.W. Johnson zdawał sobie już sprawę z zagrożenia, jednak okręt stał nieruchomo i kontynuował ratowanie rozbitków, a jego działa ostrzeliwały domniemane pozycje okrętu podwodnego. O 8.20 U-9 z odległości 1 km wystrzelił dwie torpedy w kierunku ostatniego z krążowników, z których obie trafiły. O 8.35 z odległości 500 m U-9 wystrzelił ostatnią z posiadanych torped, po czym "Cressy" przewrócił się do góry dnem i zatonął.
Na miejsce zatopienia krążowników przybyły holenderskie statki "Flora" i "Titan", które uratowały z wody 433 ludzi, a następnie brytyjski trawler rybacki "Corianda", który uratował 120 ludzi. Dopiero o 10.30 czasu brytyjskiego dopłynęły na miejsce brytyjskie niszczyciele komandora Tyrwhitta, które podniosły 284 rozbitków w szalupach. Łącznie uratowano 60 oficerów i 777 podoficerów i marynarzy. Zginęło 1443 ludzi, w tym dowódca "Cressy" komandor R.W. Johnson. Dowódcy pozostałych krążowników zostali uratowani, jednakże w stosunku do komandora Drummonda wyciągnięto konsekwencje służbowe, zarzucając mu brak zygzakowania i przywołanie pozostałych okrętów po trafieniu pierwszego. Marynarze uratowani przez holenderskie statki zostali 26 września odesłani do Anglii, co spowodowało protest Niemiec (Holandia jako kraj neutralny winna ich internować).
Por. Weddigen został po powrocie za swój spektakularny sukces odznaczony Krzyżem Żelaznym I klasy, jak również odznaczeniem sojuszniczych Austro-Węgier. Cesarz Wilhelm II odznaczył też Krzyżem Żelaznym banderę okrętu U-9.
Zatopienie trzech krążowników uświadomiło Brytyjczykom zagrożenie płynące ze strony okrętów podwodnych i zmusiło do zmiany taktyki działania i podjęcia różnych działań zaradczych.
U-9 dowodzony przez por. Weddigena niecały miesiąc później – 15 października 1914 – zatopił kolejny duży okręt – krążownik pancernopokładowy HMS "Hawke". Tym razem towarzyszące mu dwa krążowniki oddaliły się, unikając niebezpieczeństwa, lecz z załogi "Hawke" liczącej 544 ludzi uratowano tylko 70.

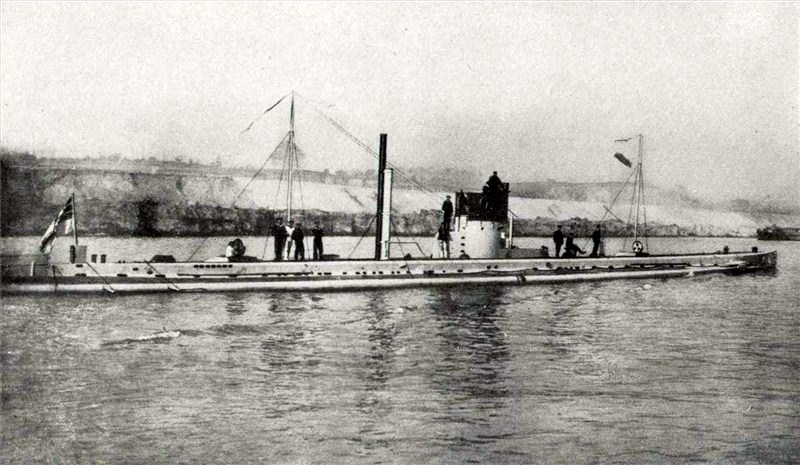
U-9 w 1914 r.

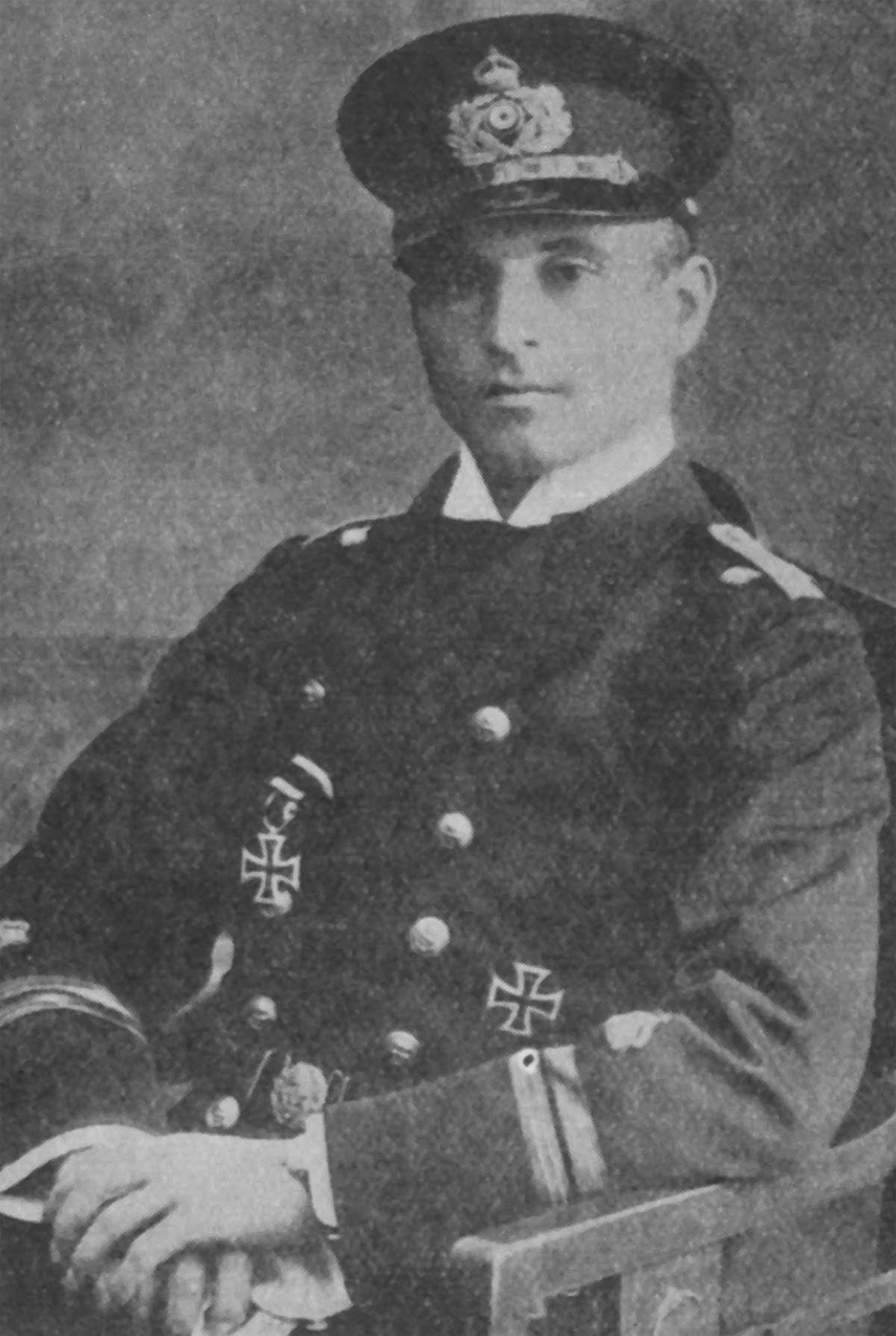
Otto Weddigen, dowódca U-9